# Lou Gish
Lou Gish (eigentlich Louise Mikel Henrietta Marie Curram, * 27. Mai 1967 in London; † 20. Februar 2006 ebenda) war eine britische Schauspielerin.

## Leben
Lou Gish war die Tochter des Schauspielerpaares Sheila Gish (1942–2005) und Roland Curram. Ihre Schwester war die Schauspielerin Kay Curram und der Schauspieler Ewan McGregor war ihr Cousin. Bis zu ihrem Tod war sie sechs Jahre lang mit dem Schauspieler  Nicholas Rowe liiert.
Gish spielte hauptsächlich Theater, aber auch TV-Rollen wie die der Julia in der Fernsehserie Coupling – Wer mit wem?.
Sie starb im Alter von 38 Jahren an Krebs. Ihre Mutter, Sheila Gish, war ein Jahr vor ihr ebenfalls an Krebs gestorben.

## Filmografie (Auswahl)
- 1997: Bent
- 2001–2002: Coupling – Wer mit wem? (Coupling, Fernsehserie, 5 Episoden)
- 2002: Hautnah – Die Methode Hill (Wire in the blood, Fernsehserie, 1 Episode)
- 2004–2005: EastEnders (Fernsehserie, 9 Episoden)
- 2005: New Tricks - Die Krimispezialisten (New Tricks, Fernsehserie, 1 Episode)